# 拉苏斯
拉苏斯（英語：Lasus of Hermione），约活动于公元前6世纪前后。古希腊赫尔莫伊内的早期抒情诗人与音乐家。他在希帕尔库斯（僭主希比阿斯的兄弟）的帮助下从事创作。著有赞美诗并成为雅典酒歌的创始人。他曾检举奥诺马克里图斯伪造了穆萨埃乌斯的神谕。其诗歌作品大部分已经失传。